# Gotico a Milano

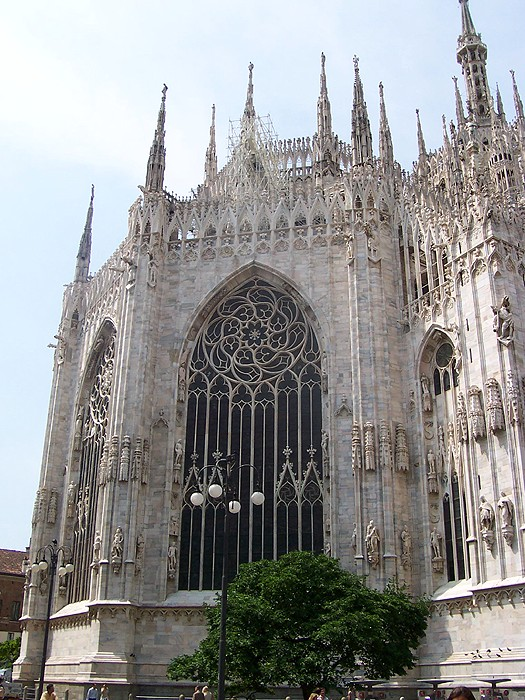
Vista absidale del duomo di Milano.

Per gotico a Milano si intende l'esperienza artistica cittadina a cavallo tra la seconda metà del XIII secolo e la prima metà del XV secolo. Lo stile gotico, inizialmente introdotto nel territorio milanese dai monaci cistercensi, fu il principale linguaggio artistico del vasto programma mecenatesco e autocelebrativo dei Visconti, signori di Milano, al cui dominio sulla città viene solitamente associato il periodo gotico milanese.

## Inquadramento storico

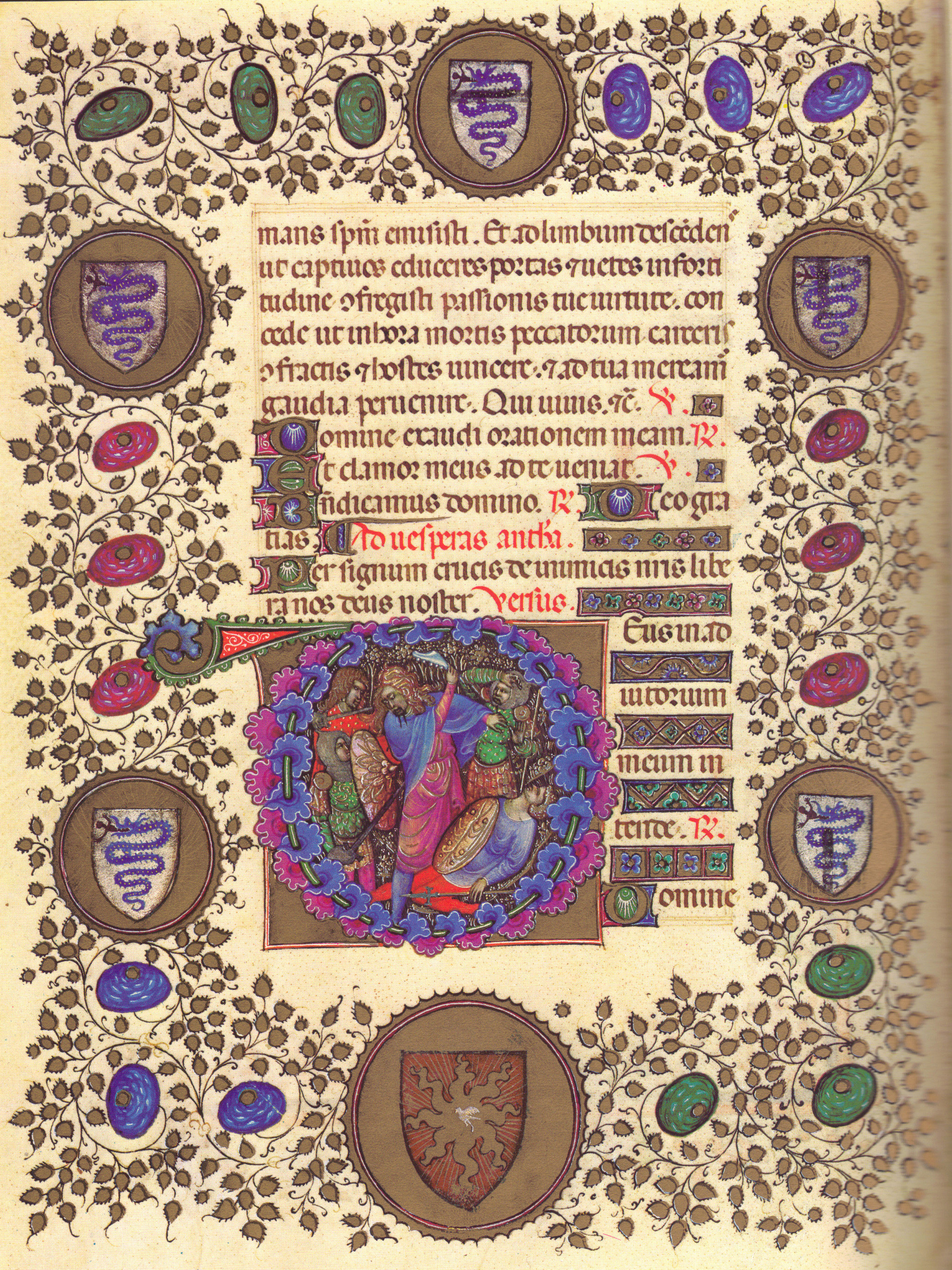
L'Offiziolo di Gian Galeazzo Visconti con i simboli della casata viscontea.

Come data convenzionale dell'inizio dell'esperienza gotica nel territorio della signoria di Milano viene spesso indicata la salita al potere della famiglia Visconti nel 1282. La penetrazione delle nuove tendenze artistiche d'Oltralpe arrivò quindi in ritardo rispetto al centro Italia, dove il gotico cistercense aveva già prodotto quasi un secolo prima l'abbazia di Fossanova (1187) e l'Abbazia di Casamari (1203). Questo ritardo nell'introduzione del linguaggio gotico nel milanese è spiegabile dalla forte e radicata presenza dell'architettura romanica, anche in virtù del legame tra questa architettura e l'Impero, che non per niente fu superata solo con il nuovo corso politico della signoria dei Visconti.
La data tuttavia è solamente indicativa in quanto il primo esempio di gotico comparve a Milano per opera dei monaci cistercensi nella prima metà del XIII secolo: nel 1221 l'abbazia di Chiaravalle veniva consacrata dal vescovo Enrico Settala. Allo stesso tempo però lo stile gotico non si diffuse in maniera apprezzabile nel territorio, peraltro con stilemi fortemente influenzati dal romanico, fino all'opera di Azzone Visconti tra il 1329 e il 1339, che introdusse presso la sua corte artisti pisani e fiorentini.
Il fitto programma di sostegno alle arti inaugurato da Azzone Visconti fu portato avanti dal suo successore Bernabò Visconti, ma soprattutto da Gian Galeazzo: sotto la sua signoria venne inaugurato il più grande cantiere gotico italiano per la costruzione della nuova cattedrale cittadina. Per tale opera, che nella mente del duca sarebbe stata monumentale e grandiosa, furono chiamati a Milano architetti e artisti da tutta Europa: il continuo confronto tra maestranze locali e straniere contribuì a portare a maturazione lo stile gotico lombardo, prima di allora ancorato alla forte eredità romanica, creando una sintesi tra l'architettura gotica italiana ed europea.
Dopo una battuta di arresto dovuta a un turbolento periodo politico dopo la morte di Gian Galeazzo Visconti, lo splendore artistico milanese riprese vigore sotto Filippo Maria Visconti che nella prima metà del Quattrocento trasformò la corte milanese in uno dei maggiori centri dell'umanesimo italiano, chiamando al suo servizio personalità come Francesco Filelfo, Pier Candido Decembrio, Gasparino Barzizza e Antonio da Rho. Negli ultimi anni della signoria viscontea, analogamente a quanto successo a Firenze, si ebbero poi i primi sentori della nuova arte rinascimentale con l'operato di Masolino da Panicale a Castiglione Olona.
La conclusione dell'esperienza gotica viene quindi indicativamente fatta coincidere col crollo della signoria viscontea nel 1447, con uno stile tardogotico che sarebbe stato innestato sulle precoci esperienze rinascimentali centro italiane a dar vita al rinascimento lombardo.

## Architettura religiosa

### L'introduzione del gotico: le abbazie

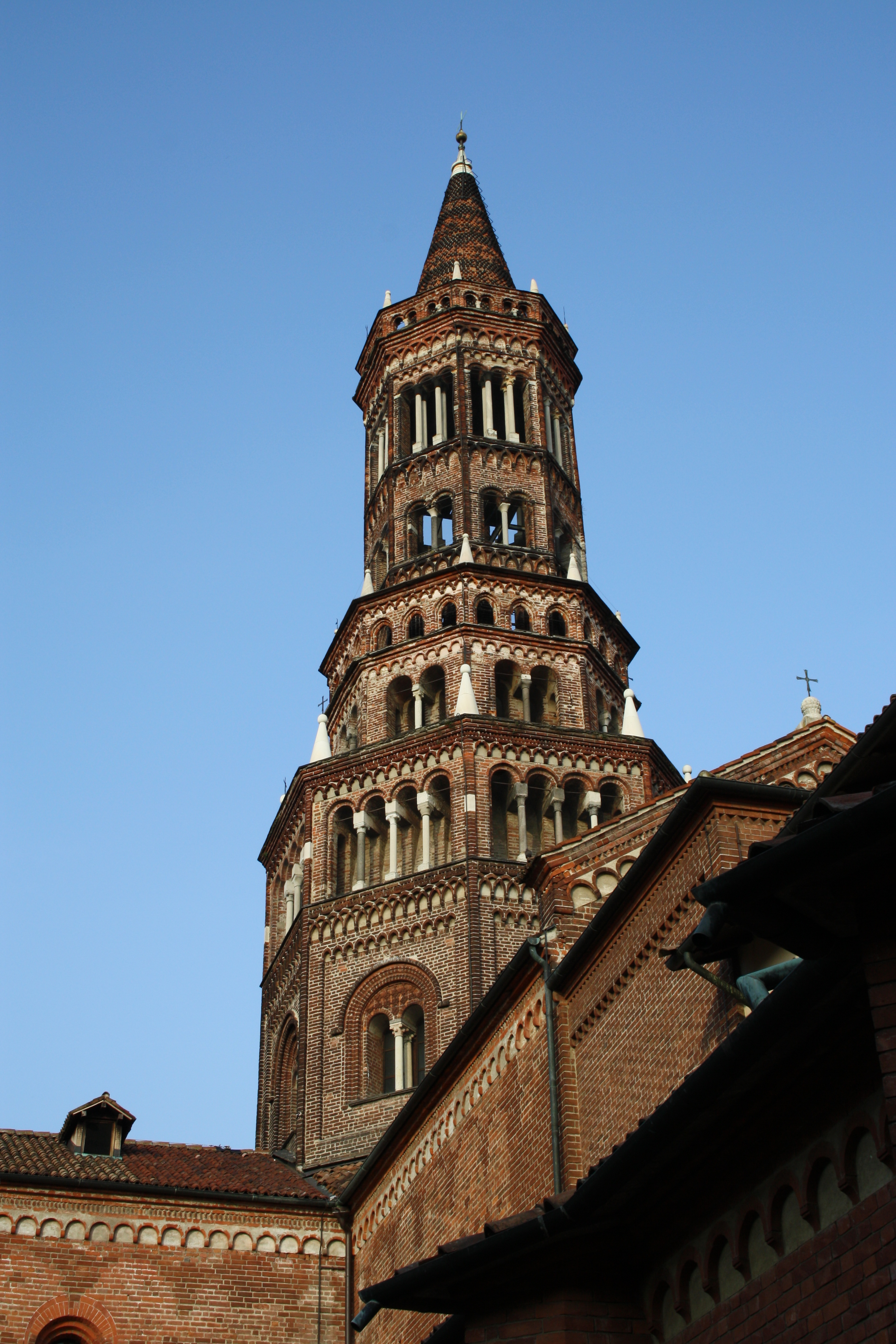
Torre nolare dell'abbazia di Chiaravalle.

A Milano, come in altri luoghi, il linguaggio gotico fu introdotto da monaci cistercensi provenienti dalla Francia: il primo esempio di gotico a Milano è l'abbazia di Chiaravalle, realizzata a partire dalla prima metà del XIII secolo per opera di monaci provenienti dall'abbazia di Clairvaux. La descrizione deve tenere conto della particolare complessità della sua storia, che vede interventi sulla chiesa dalla sua fondazione fino al XVIII secolo: ad esempio della facciata gotica rimane solamente l'ordine superiore in cotto decorato da un oculo e da una bifora racchiusi nel profilo della copertura a capanna decorato con archetti pensili.
La chiesa, costruita rispettando le indicazioni architettoniche per le chiese cistercensi fornite da San Bernardo, può essere definita per la sua struttura e parte della decorazione come un compromesso tra l'architettura lombarda duecentesca e il gotico cistercense, ovvero il primo edificio a rompere la tradizione romanica e a introdurre, seppur con forme molto mitigate dalla tradizione lombarda, le forme del gotico.
I primi interventi a superare la transizione tra romanico e gotico furono i lavori per il chiostro meridionale della chiesa, con archi a sesto acuto in mattoni retti da colonne binate in pietra. Tuttavia l'intervento architettonico di gotico di maggior rilievo e che più caratterizza l'abbazia fu la costruzione della torre nolare: la torre ha forma ottagonale e poggia sul presbiterio a pianta quadrata a cui viene collegato mediante l'uso di pennacchi ad archi decrescenti. La torre ottagonale è composta da tre ordini verticali che si restringono al procedere verso l'alto: la torre è decorata da un'alternanza di bifore, monofore e quadrifore in cui decorazioni in cotto e in marmo bianco si alternano a creare un contrasto di colori.
All'interno, tra le decorazioni pittoriche più interessanti si possono citare i frammenti di affreschi trecenteschi degli Evangelisti nello spazio della cupola e delle sedici figure di Santi, di autore identificato come Primo Maestro di Chiaravalle. Nella parte inferiore della cupola si trovano invece le Storie della Vergine, raffinata ed elegante composizione di gusto giottesco attribuita a Stefano Fiorentino e basate sulla Legenda Aurea di Jacopo da Varazze.

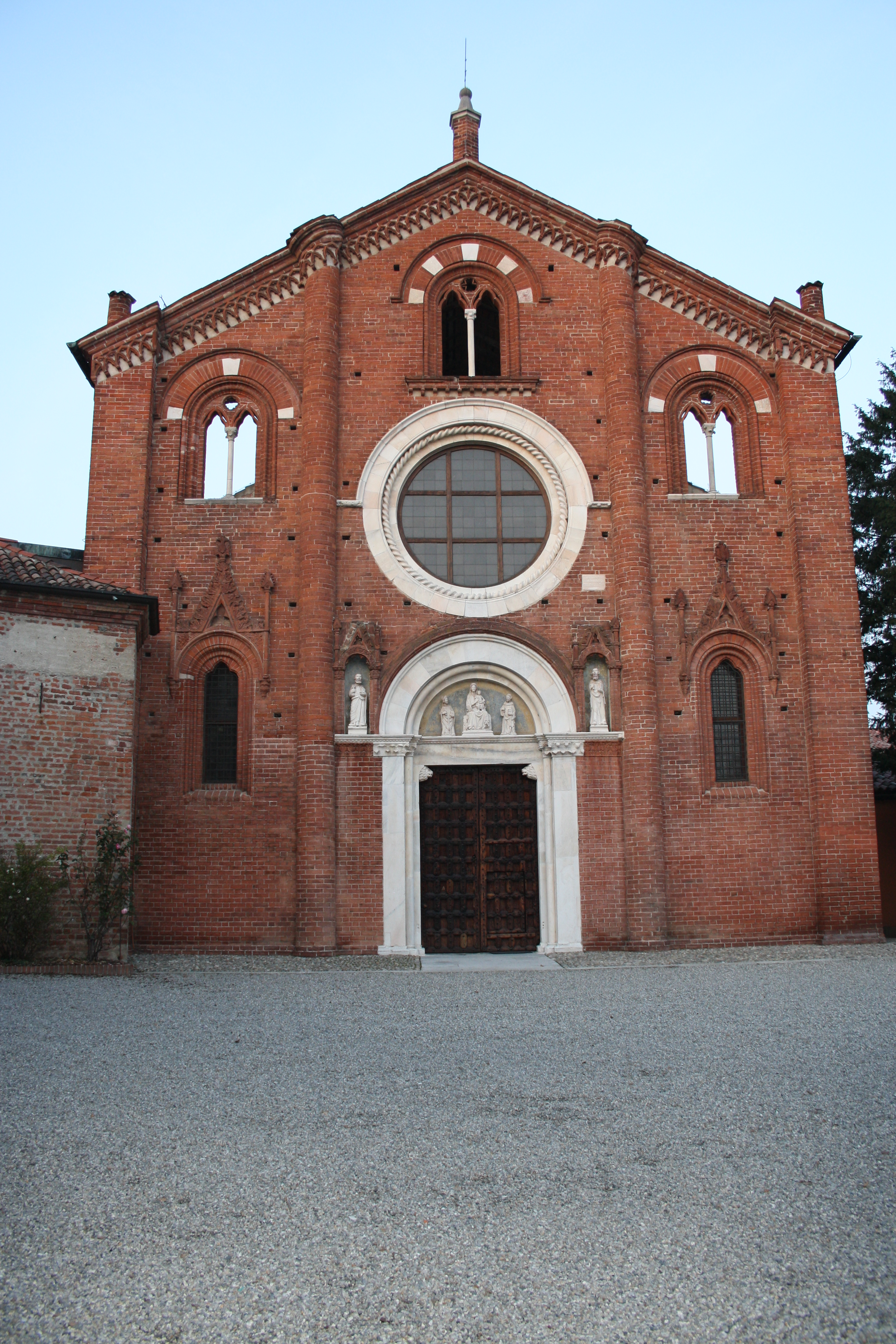
Facciata dell'abbazia di Viboldone.

Fondata nel 1176, gran parte dell'abbazia di Viboldone fu costruita tra la fine del XIII e il XIV secolo. La facciata in cotto, conclusa nel 1348, ha una struttura a capanna delimitata da archetti pensili ed è divisa verticalmente in tre partiture definite da contrafforti. Il portale presenta una ricca decorazione in marmo con sculture della Madonna con Bambino fra santi di scuola campionese è fiancheggiato da due edicole pensili e da due strette monofore con cornici cuspidate in cotto; la decorazione dell'ordine superiore è composta da una finestre circolare e tre bifore, di cui le due laterali prettamente decorative in quanto non danno sulle navate laterali più basse. L'interno è diviso in tre navate con volta a crociera
Successiva alla metà del '300 è quindi la decorazione pittorica interna: l'opera più antica è l'affresco della Madonna con Bambino e santi nell'abside di un anonimo Maestro lombardo dagli influssi toscani. Sempre sulle pareti absidali si trova il Giudizio Universale di Giusto dei Menabuoi in cui viene ripreso lo schema del Giudizio Universale di Giotto presso la cappella degli Scrovegni.
Si possono citare infine le Storie della vita di Cristo di un anonimo pittore lombardo in cui l'accuratezza naturalistica lombarda viene influenzata dall'uso del chiaroscuro di Giusto dei Menabuoi, e la Madonna in trono fra santi di Michelino da Besozzo.
Benché fuori dal territorio comunale, è indubbiamente correlata alla città l'abbazia di Morimondo, che come per le abbazie appena accennate è nata nella prima metà del XII secolo grazie all'arrivo di monaci cistercensi dalla Francia. Anche in questo caso ci si trova, nelle parti rimaste originali della chiesa, di fronte a uno stile gotico molto primitivo, ravvisabile ad esempio nelle proporzioni slanciate se paragonate a quelle dell'arte romanica. La facciata si presenta in cotto a vista con bifore e rosone, realizzata in maniera molto semplice come dettate dalle regole dell'architettura cistercense.
Il complesso dell'abbazia di Mirasole, tra i pochi esempi lombardi di architettura religiosa fortificata, fu fondato nel XIII secolo, mentre la chiesa risale alla fine del XIV secolo. La facciata è in cotto con decorazioni molto semplici, consistenti in un rosone, due monofore e un portale in cotto ad arco ribassato; l'interno si presenta con un'aula a navata unica che termina in un'abside quadrangolare dove si trova affrescata l'Assunzione della Vergine di un anonimo pittore probabilmente legato allo stile di Michelino da Besozzo.

### Il periodo visconteo

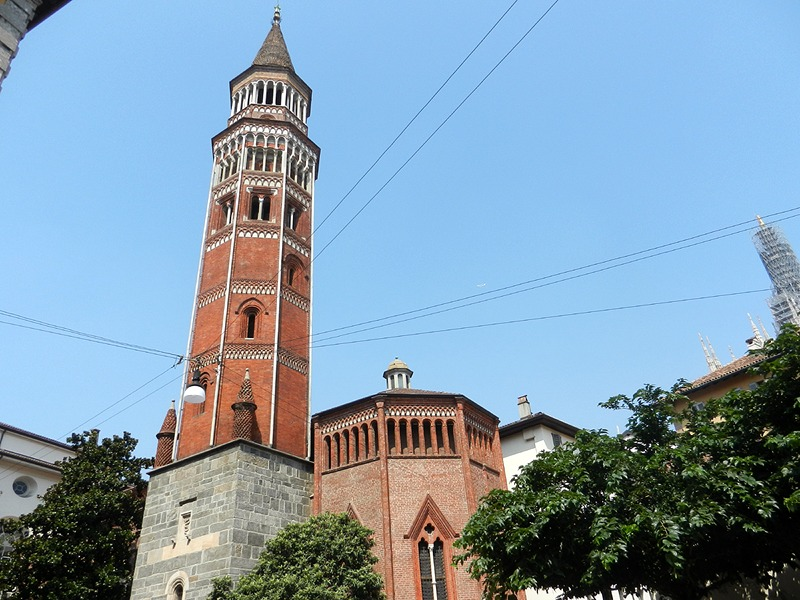
Abside e campanile di San Gottardo.

All'inizio del XIV secolo il signore Azzone Visconti inaugurò un vero e proprio programma di mecenatismo che aveva il suo fulcro nell'architettura gotica. Tra le prime realizzazioni si può citare la chiesa di San Gottardo in Corte, realizzata come cappella ducale dedicata al santo protettore della gotta che avrebbe colpito Azzone, tuttavia molto rimaneggiata nell'aspetto nel XVIII secolo. Dell'aspetto originale esterno si conservano la torre campanaria ottagonale e l'abside semiottagonale: la decorazione è realizzata alternando elementi in cotto, già tipici dell'architettura romanica lombarda, ed elementi in marmo bianco. Elemento di spicco del complesso è il campanile ottagonale attribuito al cremonese Francesco Pegorari: l'uso del cotto è prevalente nei piani bassi del campanile per lasciare spazio al marmo bianco nelle parti più elevate fino al coronamento, probabilmente ripreso dalla torre nolare dell'abbazia di Chiaravalle e alla sommità del torrazzo di Cremona.
L'interno, secondo quanto descritto dalle cronache dell'epoca di Galvano Fiamma, era completamente affrescato da Giotto, chiamato a Milano da Azzone Visconti, e dalla sua scuola: del ciclo di pitture rimane al giorno d'oggi solo la Crocifissione attribuito da taluni direttamente al maestro toscano, mentre secondo un'altra ipotesi alcuni caratteri del dipinto, come il realismo e l'attenzione ai dettagli, suggerirebbero un anonimo, sebbene straordinario, maestro di sfera giottesca con influenze lombarde.

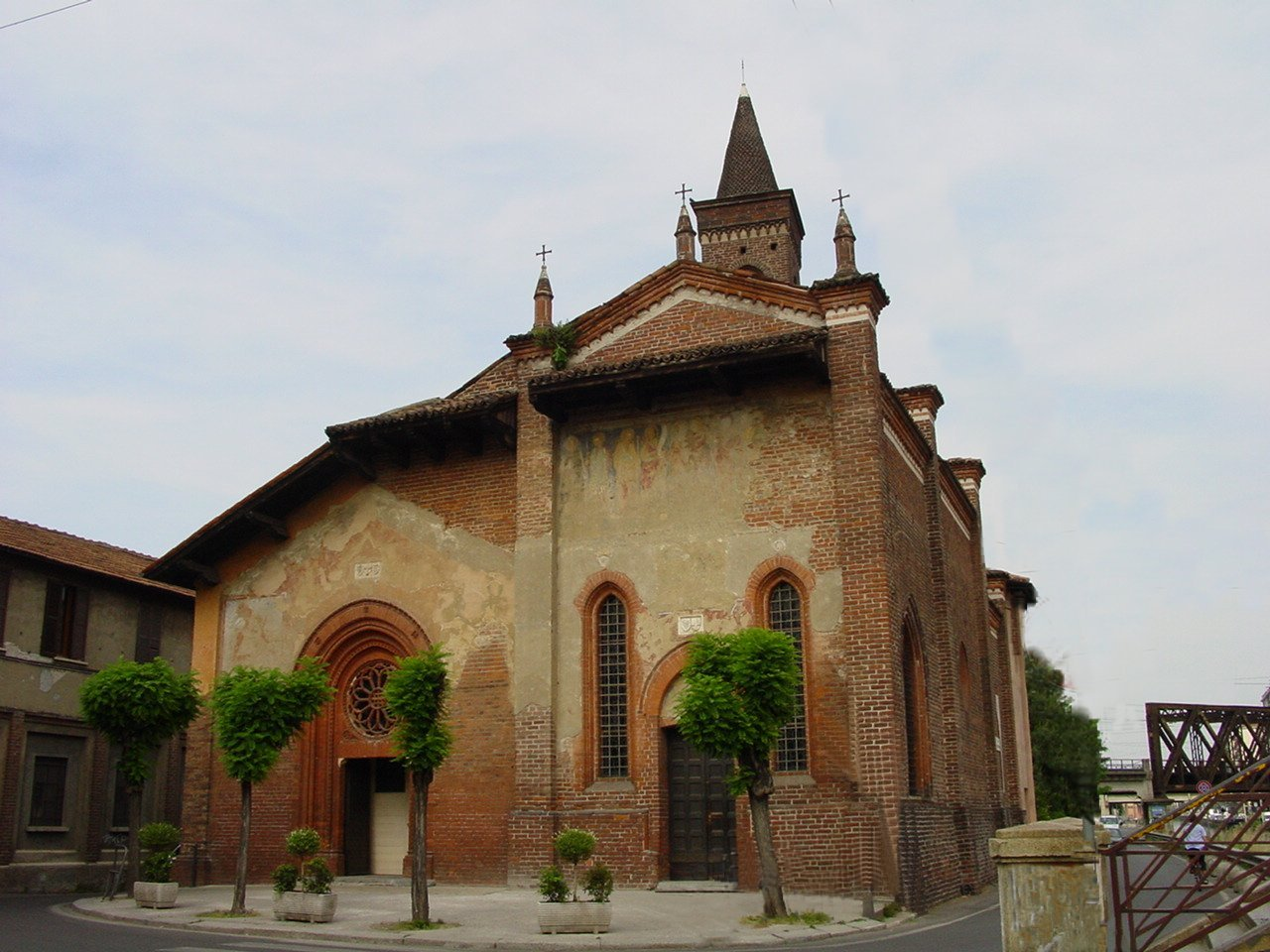
Facciata di San Cristoforo.

La chiesa di San Cristoforo sul Naviglio è composta dall'unione di due edifici risalenti rispettivamente alla fine del XII secolo e alla fine dl XIV secolo. La facciata, anch'essa divisa in due, presenta a sinistra un portale a sesto acuto in cotto con un rosone inscritto nell'arco, secondo alcuni interpretazione in chiave lombarda del portale laterale della chiesa di Santa Maria della Spina a Pisa, mentre a destra vi è un portale sempre a sesto acuto meno decorato ma dalle proporzioni più slanciate e affiancato da due finestre con archi a sesto acuto. Su entrambe le parti della facciata vi sono dei resti di affreschi. All'interno la parte destra della chiesa si presenta con un'aula forma rettangolare con copertura lignea e abside semicircolare, mentre la parte sinistra presenta una copertura a crociera con monofore sulla parete che forniscono l'illuminazione. Tra i frammenti di affreschi visibili nella chiesa si può citare la Crocifissione degli Zavattari.
Alla seconda metà del XII secolo risale la chiesa di San Lorenzo a Monluè, costruita dall'ordine degli Umiliati in uno stile molto semplice probabilmente mutuato dall'architettura cistercense. La facciata si presenta molto slanciata in cotto a vista, il portale molto semplice presenta un arco a tutto sesto sormontato da un finto protiro fiancheggiato da due strette monofore. Il campanile della chiesa, a pianta quadrata, è composta da quattro ordini orizzontali: l'ultimo piano è decorato con bifore con archi poggianti su colonnine in pietra. L'interno molto semplice presenta una singola navata e aveva in origine una copertura a capriate in legno: sulle pareti sono presenti di resti di affreschi a tema di elementi vegatali, tipici della decorazione pittorica lombarda del primo Trecento.

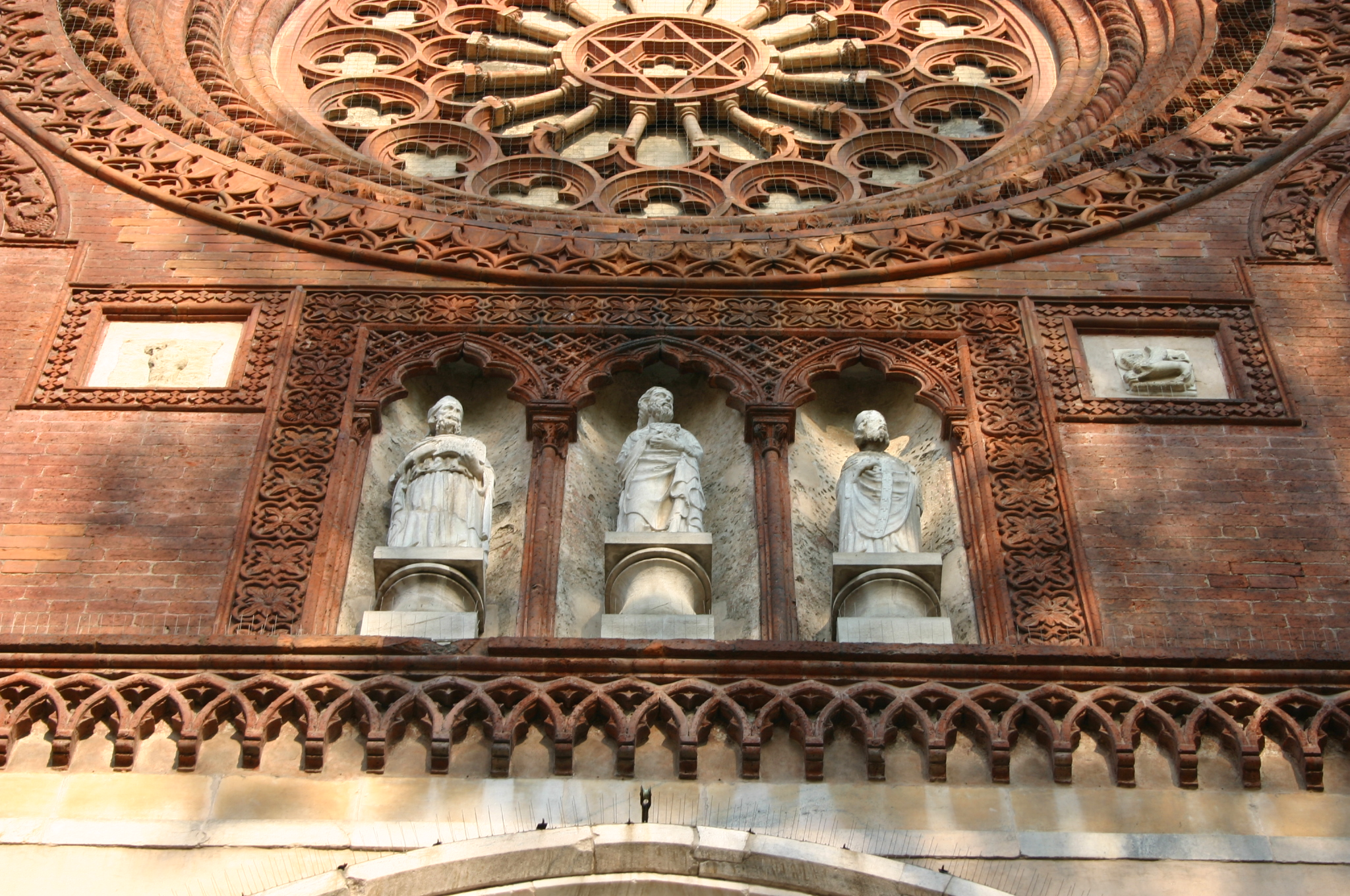
Particolare della facciata di San Marco.

La chiesa di San Marco fu fondata nel tardo XII secolo dai monaci agostiniani, tuttavia i pesanti interventi subiti dalla chiesa a partire dal XVI secolo ne hanno per gran parte sconvolto l'aspetto, recuperato in minima parte nell'esterno con i restauri ottocenteschi di Carlo Maciachini. Della struttura originale si può vedere oggi la struttura a linea spezzata scandita verticalmente da contrafforti: originali sono anche il rosone in cotto e il portale in marmo bianco sormontato da tre statue dei Santi Agostino, Marco e Ambrogio. Al primo Trecento risale il campanile quadrangolare in muratura, che riprende uno dei tipici modelli architettonici dell'area milanese dell'epoca già utilizzato ad esempio nell'abbazia di Mirasole e nell'arengario di Monza.
Della decorazione pittorica originale rimangono visibili alcuni frammenti di affresco della cappella absidale sinistra dedicata alla Vergine Maria, ovvero la Madonna col Bambino in trono e santi risalente alla fine del Duecento, dallo stile influenzato dall'arte bizantina ma anche dagli affreschi del cantiere della basilica di San Francesco d'Assisi e il successivo affresco della Maddalena ed un santo cavaliere, le cui similitudini stilistiche con il cantiere di dell'abbazia di Chiaravalle portano ad attribuire l'opera al cosiddetto Primo Maestro di Chiaravalle. All'interno della chiesa sono infine presenti molte importante opere scultorie risalenti al periodo gotico, tra cui il Monumento funebre a Lanfranco Settala, e le Arche Aliprandi, trattate nella sezione scultura.

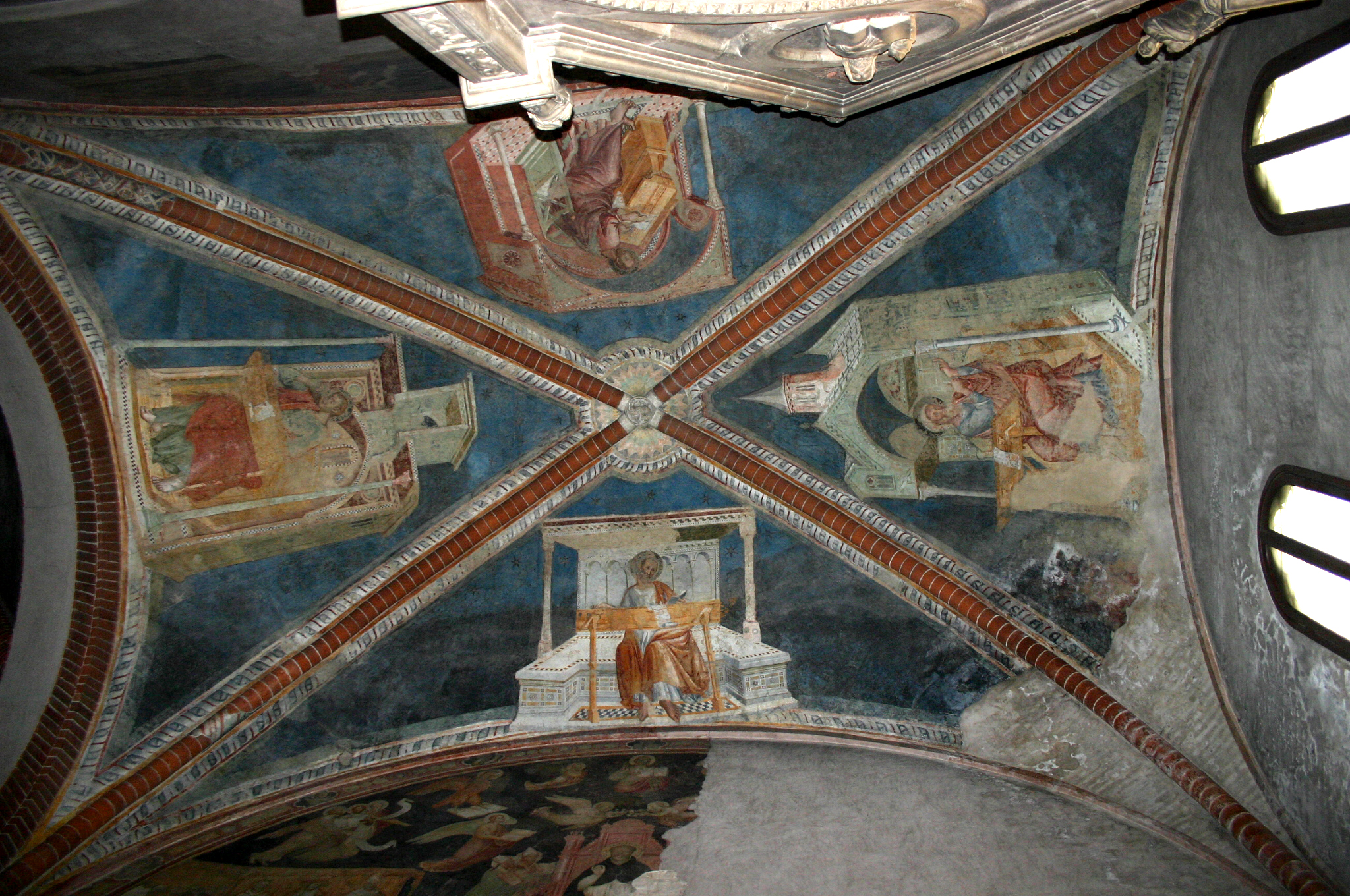
Affreschi della cappella Visconti in Sant'Eustorgio.

La chiesa di Santa Maria del Carmine, benché fondata alla fine del XIV secolo, non presenta significativi elementi di architettura gotica con l'eccezione della pianta: la facciata è infatti frutto di un restauro neogotico ottocentesco mentre gli interni sono stati decorati principalmente tra il XV e il XVII secolo. La pianta è a croce latina a tre navate, forma ripresa dalla certosa di Pavia dallo stesso architetto Bernardo da Venezia. Dalla lettura della pianta è evidente la costruzione della regola costruttiva "ad quadratum", che utilizza un quadrato come elemento base per la definizione delle proporzioni: la navata principale è composta da tre quadrati, così come il transetto, mentre le navate e le cappelle laterali hanno l'area di un quarto del quadrato elementare.
Nella basilica di Sant'Eustorgio si trova la cappella Visconti incominciata nel 1297 da Matteo Visconti. Dell'originale decorazione pittorica rimangono in buono stato solo le figure dei quattro Evangelisti, mentre esistono tracce di affreschi successivi come il Trionfo di San Tommaso, San Giorgio che libera la principessa e sette Santi, attribuito al cosiddetto Maestro di Lentate, autore del ciclo di affreschi nell'oratorio di Santo Stefano di Lentate. La cappella contiene infine l'Arca di Matteo e Valentina Visconti. Sempre in Sant'Eustorgio si possono trovare nella cappella Torriani degli affreschi tardogotici risalenti al 1440 di Evangelisti e Santi attribuiti alla cerchia degli Zavattari.

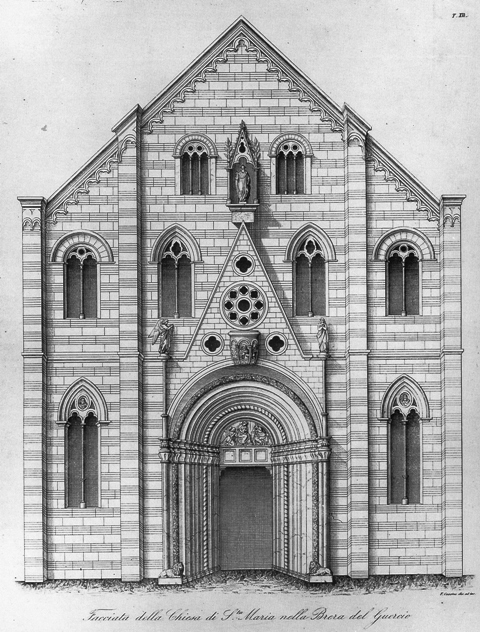
Facciata di Santa Maria di Brera.

La cappella Visconti fu tuttavia lasciata da parte da Barnabò Visconti, che spostò la cappella di famiglia nell'oggi demolita chiesa di San Giovanni in Conca: l'architettura esterna e l'impostazione interna erano riprese dall'architettura delle abbazie dell'epoca, come testimonia la facciata traslata prima della demolizione con rosone e monofore sul modello dell'abbazia di Viboldone. Tra i resti della decorazione pittorica prelevati prima della demolizione della chiesa ci sono l'Angelo annunciante e la Vergine annunciata di un anonimo pittore del primo '300 dalle influenze venete. Di influenza più marcatamente toscana sono invece le Storie di San Giovanni evangelista, custodite nelle raccolte del castello Sforzesco, in cui viene fatto uso di colori accesi con accenni di costruzione prospettica; attribuite a un anonimo maestro della cerchia di Giusto dei Menabuoi.
Nella basilica di San Calimero è presente l'affresco della Madonna con Bambino di Leonardo da Besozzo, dipinto eseguito tardogotico quattrocentesco dalle forme dei personaggi ispirate agli affreschi dei Giochi Borromeo nel palazzo Borromeo e al suo stesso lavoro nella chiesa di San Giovanni a Carbonara a Napoli. Leonardo, figlio di Michelino da Besozzo, collaborò col padre nella realizzazione della Madonna dell'Idea conservata presso il duomo di Milano.
Va precisato che delle numerose chiese costruite in stile gotico tra il XII e il XV secolo, sopravvivono oggi solo pochi esempi, mentre gran parte furono o completamente trasformate tra il XVI e il XVII secolo durante l'operato dei cardinali Borromeo o demolite con le soppressioni giuseppine nel XVIII secolo. Tra le demolizioni effettuate in quest'ultimo periodo si può citare la chiesa di Santa Maria di Brera: la facciata fu progettata da Giovanni di Balduccio e contemplava un fronte a cappanna costruita con marmo bianco e nero a formare bande a colori alternati, mentre la suddivisione interna in tre navate era sottolineata all'esterno con dei contrafforti. Il portale presentava un arco a tutto a sesto con strombatura coronato da una cuspide contenente un piccolo rosone; la decorazione era poi completata da bifore e trifore e vari gruppi di statue tra cui il gruppo della ghimberga. Dell'interno rimangono solo poche tracce all'interno della pinacoteca di Brera, tra cui alcune campate laterali della chiesa in cui sono visibili affreschi di Santi e Profeti attribuiti a Giusto dei Menabuoi. La chiesa presentava un interno a tre navate suddivise da colonne con capitelli zoomorfi tipici della scultura lombarda del tardo Duecento.
Altra celebre chiesa gotica non più esistente è infine la chiesa di Santa Maria alla Scala: l'edificio presentava una facciata a capanna composta da tre partiture verticali rimarcate da quattro contrafforti che terminavano in pinnacoli. Come tipico dell'architettura gotica lombarda, la facciata era decorata da elementi alternatamente in cotto e in marmo a creare un contrasto cromatico, come il rosone in marmo bianco o le monofore e bifore in cotto e marmo. La chiese presentava inoltre un campanile poligonale simile a quello della chiesa di San Gottardo in Corte.

### Il duomo

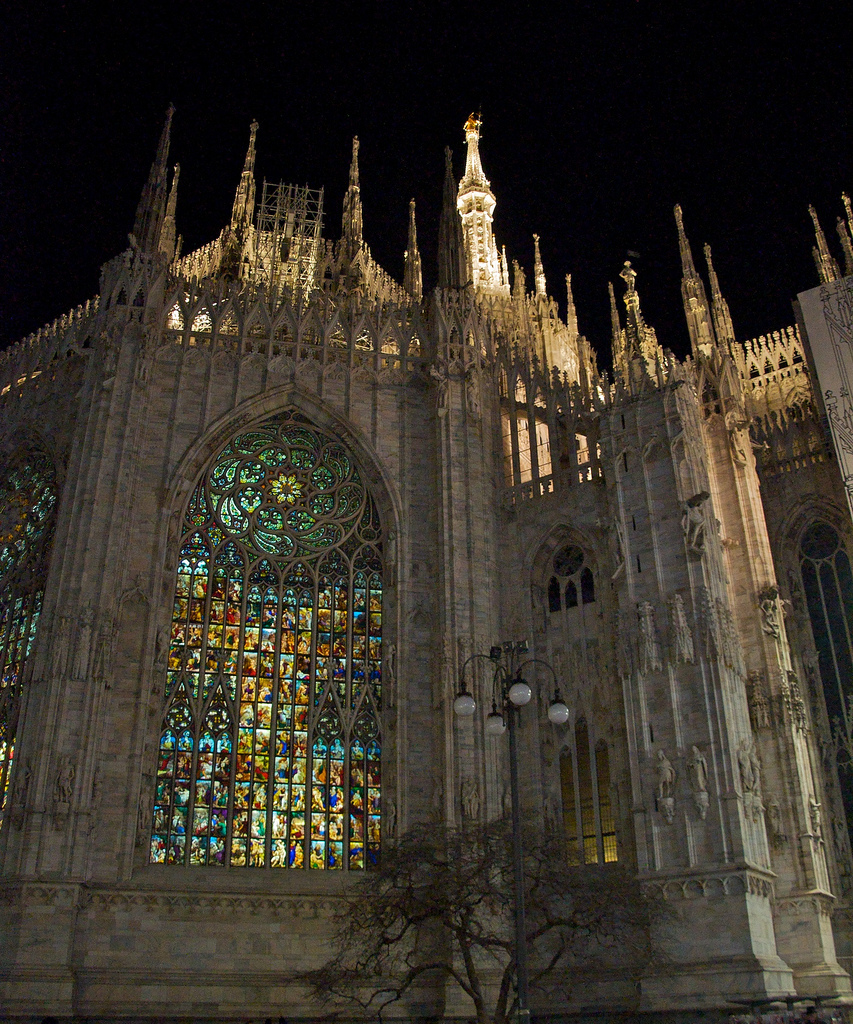
Vista absidale del duomo con vetrate illuminate.

Le vicende del duomo di Milano, capolavoro del gotico internazionale, furono complesse sin dalla fondazione della Fabbrica nel 1386 e che sarebbe continuata per molti secoli a venire: originali dell'epoca gotica sono infatti solo l'abside, le sagrestie e parte del transetto, con il resto della chiesa eseguito successivamente in maniera più o meno aderente al progetto originale. Una fortissima spinta in chiave mecenatesca verso la realizzazione di una grandiosa fabbrica venne da Gian Galeazzo Visconti, da poco incoronato duca dall'imperatore, che finanziò parte dell'opera e si adoperò per la raccolta di altri fondi tra la popolazione e chiamò architetti da tutta Europa, specialmente da Francia, Germania e Fiandre.
Il disegno iniziale, oggi perduto, fu probabilmente di un architetto alsaziano, tuttavia dopo pochi anni l'architetto fu sostituito per dar via a un periodo di continui cambiamenti di architetti e progetti: nel giro di pochi anni furono chiamati per il cantiere della cattedrale, tra gli altri, il francese Nicolas de Bonaventure, gli italiani Antonio di Vincenzo e Gabriele Stornaloco, e i tedeschi Giovanni da Fernach e Heinrich Parler. Tra i motivi principali dei vari contrasti vi era la scelta delle proporzioni per la facciata, che sarebbe stata inscritta in un quadrato (costruzione "ad quadratum") o in un triangolo (costruzione "ad triangolum").
La diatriba può essere riassunta con gli italiani fautori del modulo "ad triangolum", che avrebbe alla fine trionfato portando alla costruzione di una chiesa più bassa dalle proporzioni più tozze, e i capimastri tedeschi e i francesi a favore di un modulo "ad quadratum" che avrebbe consentito una facciata più alta e snella. Un dibattito simile si ripropose con l'architetto parigino Giovanni da Mignot, anch'egli cacciato dopo poco tempo, sulle proporzioni e sulla statica delle volte: questi dibattiti, che andavano ben oltre le normali ritrosie campanilistiche, furono principalmente legati alla resistenza della tradizione italiana ancora legata all'architettura romanica e al conseguente ritardo con cui il territorio milanese recepì le novità del gotico europeo.

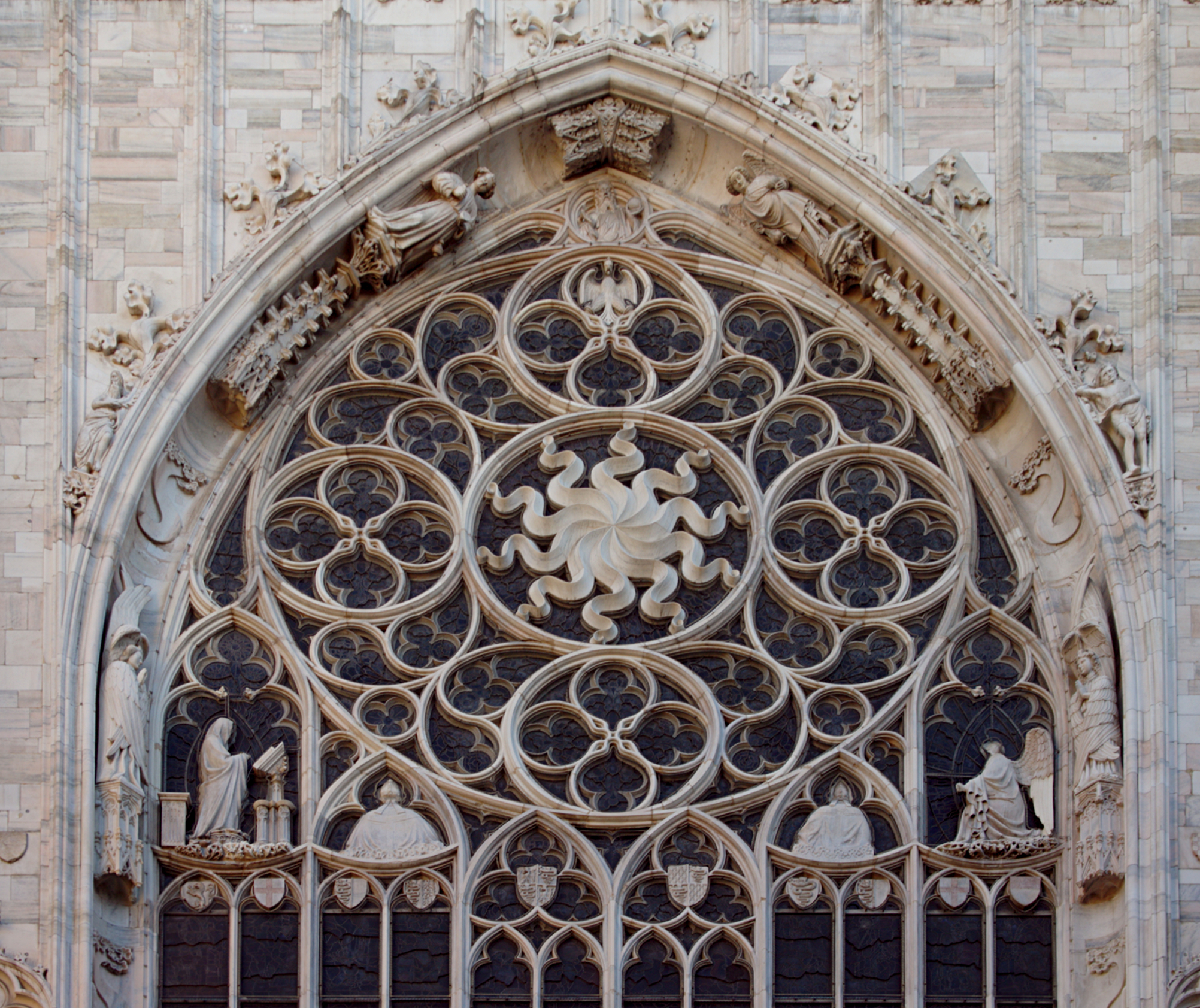
Particolare del finestrone absidale.

Il primo elemento di stacco del duomo rispetto alle chiese milanesi precedenti fu la struttura perimetrale, che a differenza delle altre chiese, che prevedevano un'eventuale copertura della struttura in mattoni con materiali più nobili, è composta esclusivamente di blocchi di marmo di Candoglia: la struttura portante presenta il sistema contrafforte-arco rampante tipico dell'architettura gotica, con le mura perimetrale esterne decorate da un enorme numero di statue e peducci. La decorazione statuaria esterna si presenta, relativamente alle commissioni di epoca gotica, come un campionario della scultura europea con opere effettuate da maestranze locali, borgognone, boeme, tedesche e francesi: in particolare agli ultimi due gruppi sono attribuibili i novantasei Giganti che ornano i doccioni della struttura. Tra i principali artisti lombardi a occuparsi della fitta selva di statue esterne si hanno Jacopino da Tradate e Matteo Raverti.
Due delle opere esemplificative dei due principali scultori italiani attivi nel cantiere sono il San Bartolomeo Apostolo di Jacopino da Tradate e il Santo Vescovo del Raverti: nel primo caso è fatto un ampio uso del panneggio e vi è una particolare attenzione ai dettagli, ad esempio nella resa della barba, senza tuttavia conferire eccessiva espressività al volto, cosa che invece avviene nella statua del Raverti, che restituisce un santo sofferente con le guance scavate risultato di attenti studi e modellazione.
L'abside è, per le già citata ragioni temporali, la parte più aderente agli stilemi del gotico internazionale: i tre finestroni ad arco a sesto acuto si presentano profondamente decorati con il tema centrale della Raza Viscontea, ovvero il sole raggiante simbolo della famiglia, su disegno di Michelino da Besozzo: le vetrate sono decorate, col ciclo con le Storie dell'Antico Testamento nella vetrata settentrionale, l'Apocalisse nella vetrata centrale e con gli Episodi del Nuovo Testamento nella vetrata meridionale, opera di Stefano da Pandino e Franceschino Zavattari. Più in generale, a partire dal primo Quattrocento il duomo può essere considerato come uno dei maggiori laboratori europei dell'arte delle vetrate istoriate, nel quale avrebbero partecipato fino alla sua conclusione i maggiori pittori lombardi delle varie epoche.

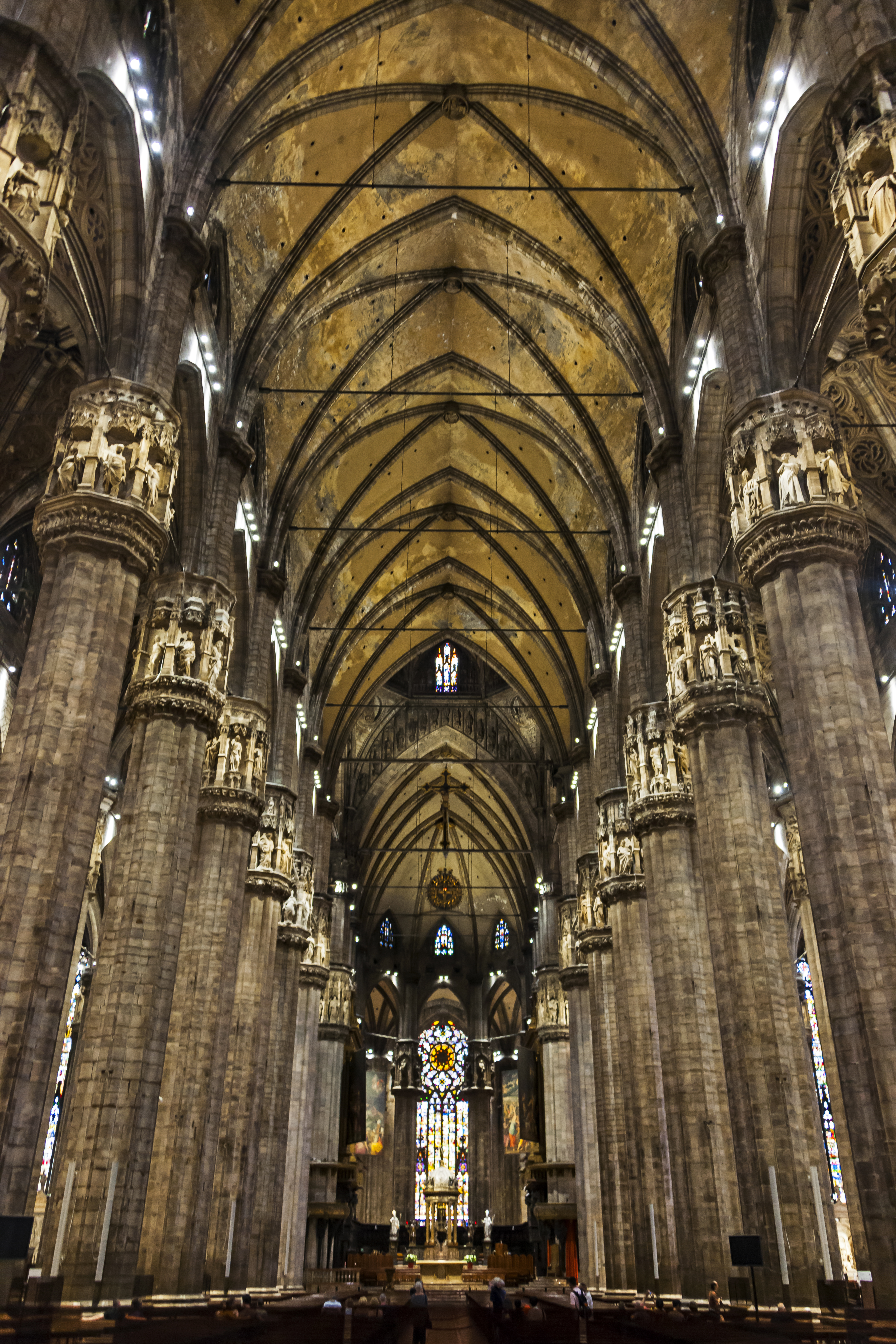
Navata principale del duomo.

L'interno presenta una pianta a croce latina con l'aula suddivisa in cinque navate, con transetto leggermente aggettante diviso in tre navate e abside semiottagonale. Le volte a crociera sono rette da pilastri polistili con capitelli decorati con Santi posti in nicchie opera di Giovannino de' Grassi.
Il portale della sacrestia meridionale, scolpito a partire dal 1392 da Giovanni da Fernach con decorazioni delle Storie della Vergine, è un perfetto esempio di gotico internazionale tedesco. Sopra un sobrio architrave realizzato da Giovannino de' Grassi decorato da formelle quadrilobate con Teste di Profeti, vi è la più esuberante decorazione, a tema di Storie della Vergine, inserita in arco ogivale fiancheggiato da due pinnacoli e terminante in sommità con una Crocifissione. L'estradosso della lunetta presenta infine la tradizionale decorazione gotica a grandi foglie arricciate. Tra le decorazioni originali, all'interno della sagrestia si trova il lavabo con dossale con cuspide, sempre di Giovannino de Grassi. Una decorazione simile si può trovare nell'ingresso della sagrestia settentrionale, superato il quale ci si trova nell'unico ambiente della cattedrale dove si può ammirare la pavimentazione originale della chiesa, risalente ai primi anni del '400, realizzata da Marco Solari, assieme a resti di coeve decorazioni in terracotta.
Nel suo complesso quindi il duomo risultò il punto di stacco dagli ultimi legami con l'architettura romanica in territorio milanese, tuttavia la chiesa, nonostante gli influssi che l'architettura italiana avesse avuto sulla sua costruzione, rimase un unicum non solo nel territorio del ducato ma in tutta Italia:
(Cesare Brandi)

## Architettura civile e militare

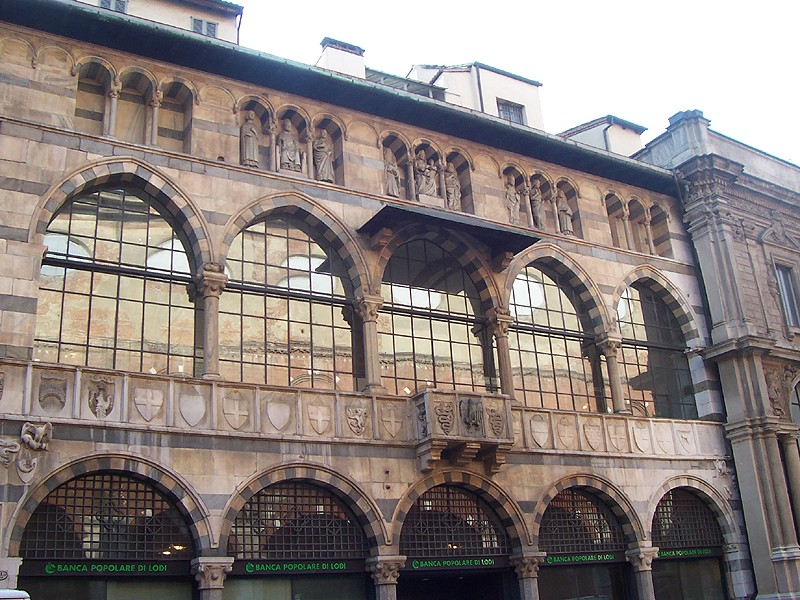
Loggia degli Osii.

Tra i primi interventi che sancirono la diffusione del gotico a Milano si possono annoverare gli interventi di Matteo e Azzone Visconti nel Broletto Nuovo, attuale piazza dei Mercanti, già da tempo sede del potere cittadino.
Il primo edificio a essere ricostruito fu la loggia degli Osii nel 1316: la facciata è realizzata in marmo bianco e nero, scelta che rompeva con il tradizionale uso del cotto a vista sebbene già utilizzata nella chiesa di Santa Maria di Brera, ed è impostata su due ordini orizzontali in origine porticati. Il pian terreno presenta archi a tutto sesto retti da colonne ottagonali in pietra, tale configurazione viene ripetuta al piano superiore con l'utilizzo di archi di uguale ampiezza ma a sesto acuto, mentre è presente un parapetto decorato con stemmi viscontei. L'edificio è infine coronato da un alto cornicione dove sono presenti nicchie con volta a botte in cui sono presenti statue a tutto tondo: tra i soggetti si possono citare la Madonne col Bambino, e vari Santi, tra cui Sant'Ambrogio e San Giacomo.
A partire dal 1433 fu costruita casa dei Panigarola, molto rimaneggiata nel corso degli anni, della cui struttura originale restano le arcate a sesto acuto con bordature in cotto del piano terra, sorrette da colonne con capitelli decorati con motivi a foglie, mentre al piano superiore vi è una finestra in cotto non originale ma che riprende il progetto originario con decorazione tipica dell'architettura lombarda di inizio XV secolo.
Altro intervento della piazza, oggi completamente perduto in quanto sostituito dal palazzo delle Scuole Palatine, fu il portico del Banchieri, realizzato a partire dal 1336 con una struttura porticata simile a quella della loggia degli Osii.

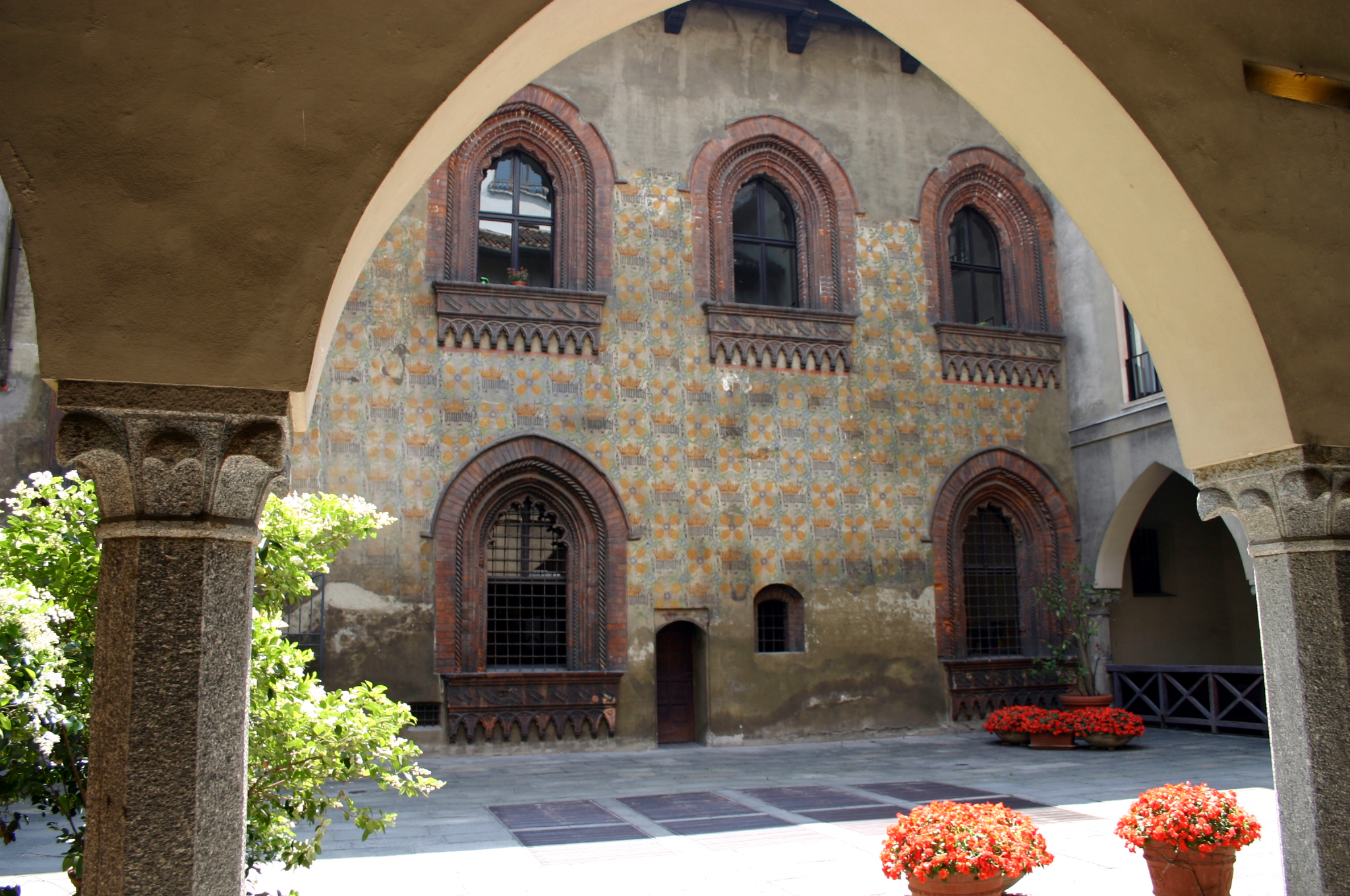
Cortile d'onore di palazzo Borromeo.

Tra i pochi palazzi privati gotici conservati in città si può citare palazzo Borromeo costruito a partire dalla fine del XV secolo. Della struttura originaria fa parte la facciata in cotto a vista col portale con arco a sesto acuto decorato conci in marmo di Candoglia e marmo rosso di Verona racchiuso da un fregio con cordonatura. Il cortile d'onore è porticato su tre lati con arcate ogivali rette da colonne ottagonali con capitelli decoarati con foglie. Sul lato non porticato sono presenti sei monofore in cotto a sesto acuto, mentre sulle pareti si trovano tracce di affreschi con motivi araldici dei committenti del palazzo. All'interno si trovano tracce di affreschi tardogotici dei Giochi Borromeo, attribuiti da alcuni al Pisanello. Un tempo presenti nel palazzo e successivamente asportati sono vari frammenti di affreschi, tra cui la Raccolta delle melograne attribuiti a Michelino da Besozzo, oggi conservati alla rocca di Angera. Un'ipotesi alternativa ugualmente valida attribuisce tuttavia la realizzazione del complesso dei Giochi Borromeo a un autore chiamato Maestro dei Giochi Borromeo: questa attribuzione differente dal Pisanello o da Michelino fu conferita a seguito dell'analisi di un riscoperto San Giovanni dolente, frammento degli affreschi di palazzo Borromeo con richiami stilistici al Cristo in pietà di Masolino pur mostrando influenze di scuola lombarda.
Delle numerose torri dell'epoca, che venivano edificate assieme ai palazzi nobiliari, sono pervenute ai giorni nostri solo la torre dei Gorani e la torre dei Morigi.
Dalle descrizioni storiche del palazzo Reale, all'epoca broletto Nuovo e poi palazzo Ducale, si può ricordare l'opera di Giotto, chiamato a corte da Azzone Visconti. Tra le varie opere descritte dai cronisti dell'epoca si può citare l'affresco degli Uomini illustri a tema mitologico, sul modello del suo stesso lavoro nella sala dei Baroni presso il Maschio Angioino di Napoli, decorato con oro e smalti tipici della pittura gotica francese:
(Galvano Fiamma)

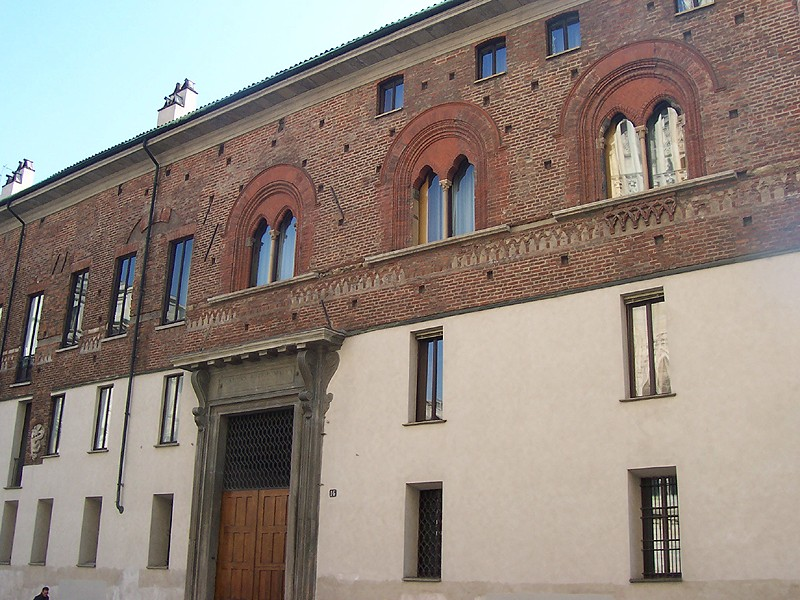
Resti dell'originaria decorazione del palazzo Arcivescovile.

Tra gli esempi di architettura civile, benché a uso del potere religioso, si deve citare infine il palazzo Arcivescovile. Come per il vicino palazzo, i rimaneggiamenti delle varie epoca hanno quasi completamente cancellato la costruzione originaria voluta da Ottone Visconti e Giovanni Visconti, arcivescovi di Milano: tra i pochi resti gotici vi sono alcune bifore in cotto sulla facciata verso il duomo e sul lato ovest. Duranti alcuni restauri nel secondo dopoguerra del palazzo sono emersi dei frammenti di affreschi di scuola giottesca. Sono conservati sempre nell'arcivescovado dei frammenti di affreschi sopravvissuti per puro caso ai rifacimenti della chiesa di Santa Maria Podone, riscoperti e asportati nel XX secolo, raffiguranti un corteo dei Re Magi, di cui non è stata possibile l'attribuzione a Michelino da Besozzo o alla sua bottega per via della frammentarietà dell'opera, benché con disegni sicuramente riconducibili per modello e segno a quelli del Libretto degli Anacoreti dello stesso Michelino.

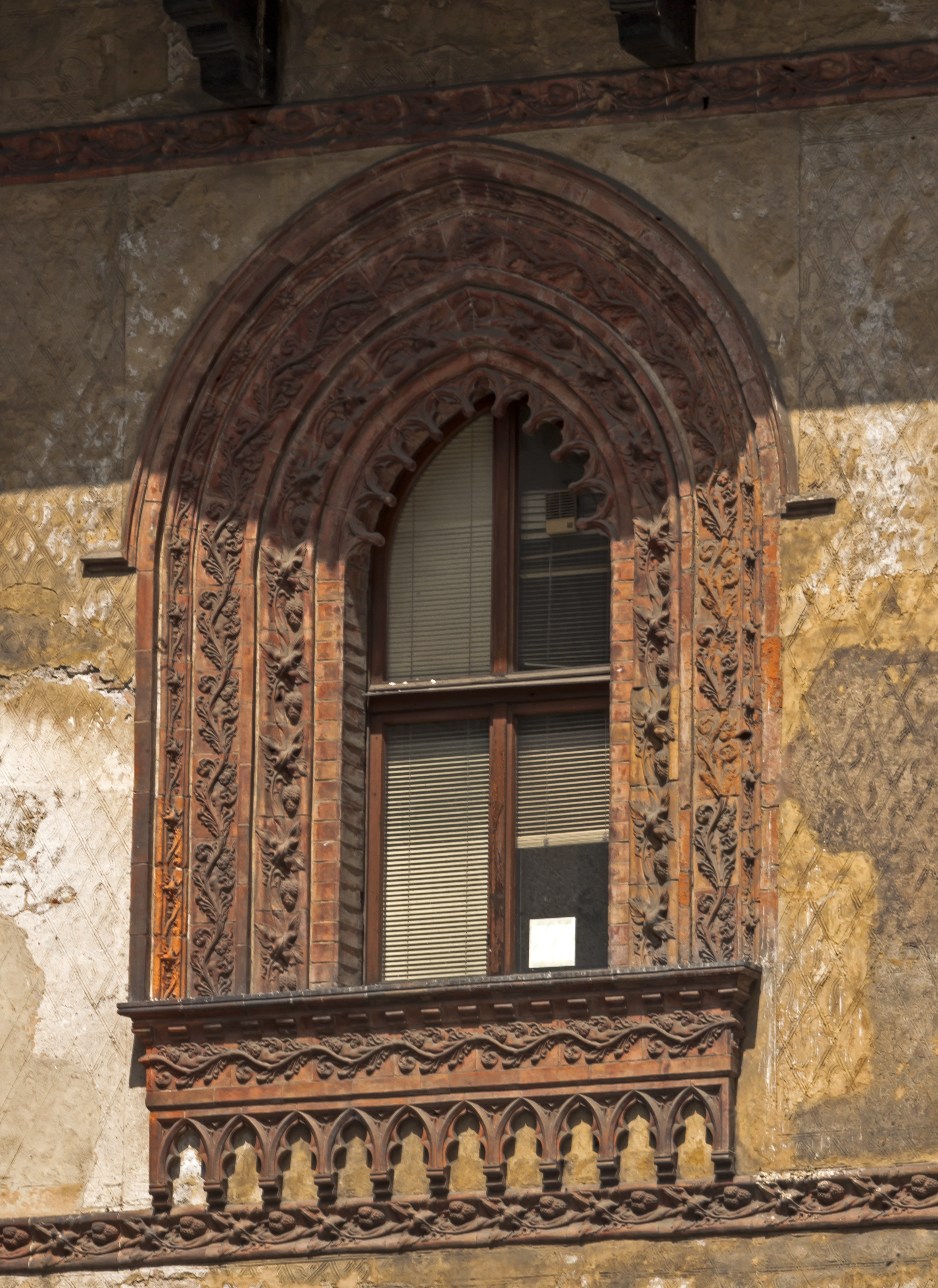
Finestra di Casa dei Panigarola.

Tra le molte iniziative promosse da Azzone Visconti si deve citare anche la conclusione dei lavori per le mura medievali della città assieme alle porte, progettate per essere dei veri e proprio monumenti. In ciascuna delle sei porte di Milano, Azzone fece collocare un tabernacolo dedicato alla Vergine Maria, generalmente affiancato da santi che reggevano il modelletto del sestiere cittadino relativo alla porta: tre di questi furono realizzati da Giovanni di Balduccio, mentre gli altri tre al cosiddetto Maestro della Lunetta di Viboldone, scultore tra i più in vista dell'allora cerchia di Maestri Campionesi. Al primo sarebbero attribuiti la Vergine e i Santi della Porta Ticinese e le statue prelevate dalle demolite porta Orientale e porta Comasina, mentre al secondo apparterrebbero i tabernacoli della porta Nuova e delle demolite porta Romana e porta Vercellina.
Assieme allo sviluppo della cinta di mura, i Visconti furono responsabili della costruzione del castello di Porta Giovia, sui cui resti sarebbe sorto il castello Sforzesco. La fortificazione fu incominciata nel 1368 da Galeazzo II Visconti, mentre Gian Galeazzo ci aggiunse una cittadella fortificata esterna non collegata al nucleo centrale, che venne però collegato, assieme alla costruzione della Ghirlanda (una seconda cinta di fortificazione esterna collegata al nucleo centrale del castello) da Filippo Maria Visconti a partire dal 1420. Dell'antico castello Visconteo, assaltato durante il periodo dell'Aurea Repubblica Ambrosiana e ricostruito completamente dalla dinastia degli Sforza, non rimane alcune traccia se non il basamento in serizzo del castello Sforzesco.

## Scultura

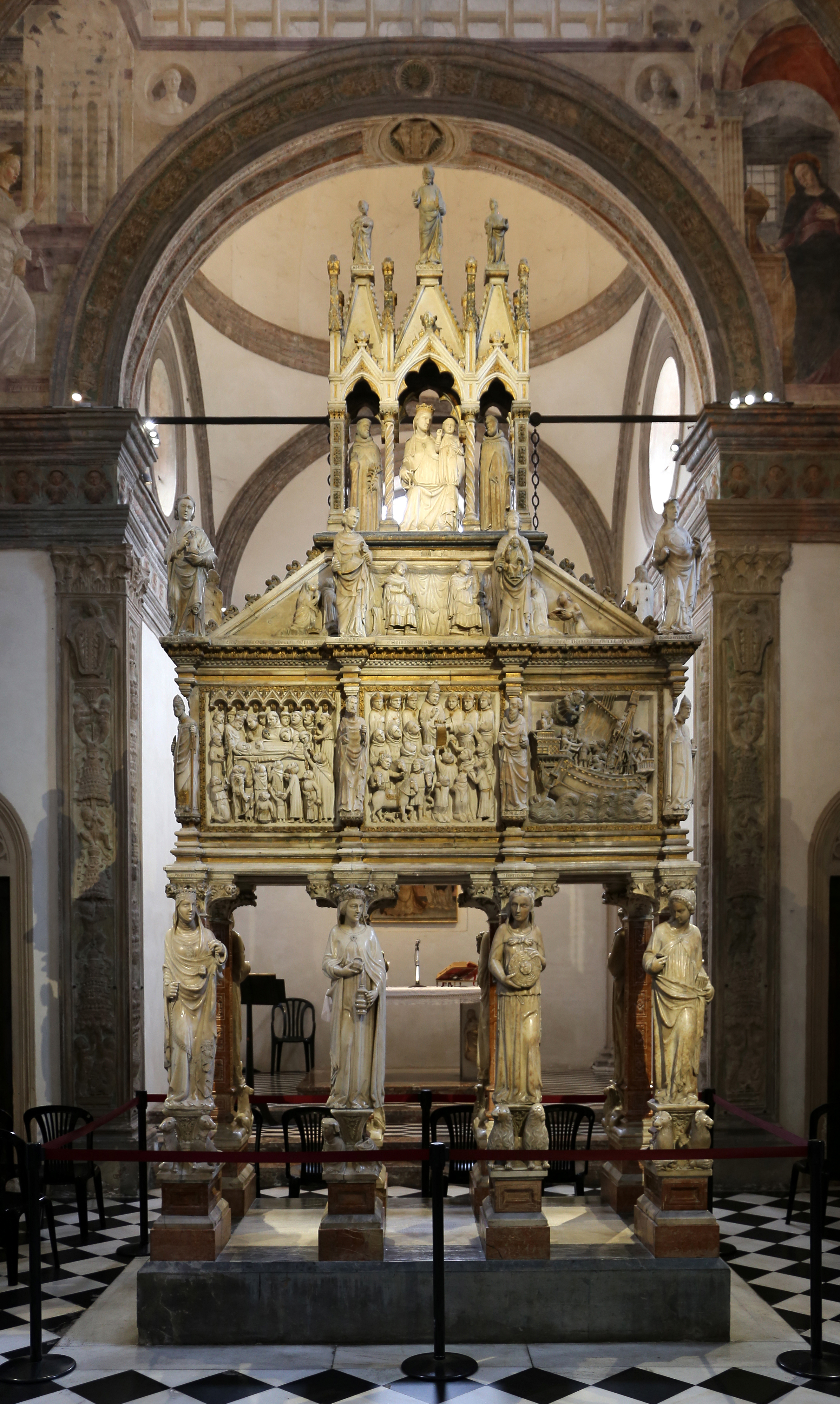
Arca di San Pietro Martire di Giovanni di Balduccio.

La transizione dal romanico al gotico segnò l'abbandono della scultura come essenza funzionale esclusivamente alla decorazione architettonica a favore di opere autonome per cui può valer la pena un'analisi separata dal contesto architettonico. La scultura gotica milanese può essere quindi divisa in due filoni principali, ovviamente mai del tutto separati e con reciproche contaminazioni: da un lato la scuola toscana di Giovanni di Balduccio con la sua bottega, e dall'altro i Maestri Campionesi, nome con cui viene indicato un gruppo di scultori provenienti da famiglie originarie di Campione d'Italia dallo stile difficilmente distinguibile e che spesso lavoravano in collaborazione, sebbene per i maggiori interpreti della scuola sia talvolta possibile indicare con precisione l'autore.
Tra i più antichi monumenti scultorei gotici a Milano abbiamo il Monumento funebre a Ottone Visconti di un non identificato Maestro Campionese, risalente alla fine del XIII secolo e conservato nel duomo di Milano. Il monumento è realizzato in marmo rosso di Verona con la struttura del sarcofago a falde spioventi, chiaro riferimento ai monumenti funebri romani in porfido: il monumento, sorretto da due colonne aggiunte nel tardo Trecento, presenta la figura dell'arcivescovo distesa sulla falda anteriore. Tale soluzione trova ampi precedenti nella statuaria francese dell'epoca, ma soprattutto nel Monumento funebre del cardinale De Braye di Arnolfo di Cambio presso la chiesa di San Domenico di Orvieto. Il sarcofago fu il modello di ispirazione per l'arca di Berardo Maggi, sempre di scuola campionese, conservato presso il duomo vecchio di Brescia.
La maggiore opera di Giovanni di Balduccio e la sua bottega è sicuramente l'Arca di san Pietro martire, conservata nella cappella Portinari nella basilica di Sant'Eustorgio. La tomba in marmo di Carrara, dalle proporzioni monumentali e dal complesso contenuto iconografico, poggia su otto pilastri in marmo rosso di Verona su cui sono collocate altrettante statue delle Virtù, i lati del sarcofago sono decorati da otto bassorilievi degli Episodi della vita di San Pietro Martire separati da statue di Santi e Dottori della Chiesa. Il coperchio è a forma piramidale tronca, i cui spioventi sono decorati con rilievi di Santi, coronato da un tabernacolo con cuspidi che contiene le statue della Vergine con i santi Domenico e Pietro Martire.
La composizione introduce nell'area lombarda il monumento funebre a complesso isolato, ovvero del monumento visibile e decorato su tutti e quattro i lati: l'Arca di sant'Agostino, un altro tra i più celebri monumenti scultorei del gotico lombardo, fu nella sua decorazione tripartita scandita da statue di santi coronata da un tabernacolo sicuramente ispirata al capolavoro balduccesco, benché in forme ancora più monumentali.

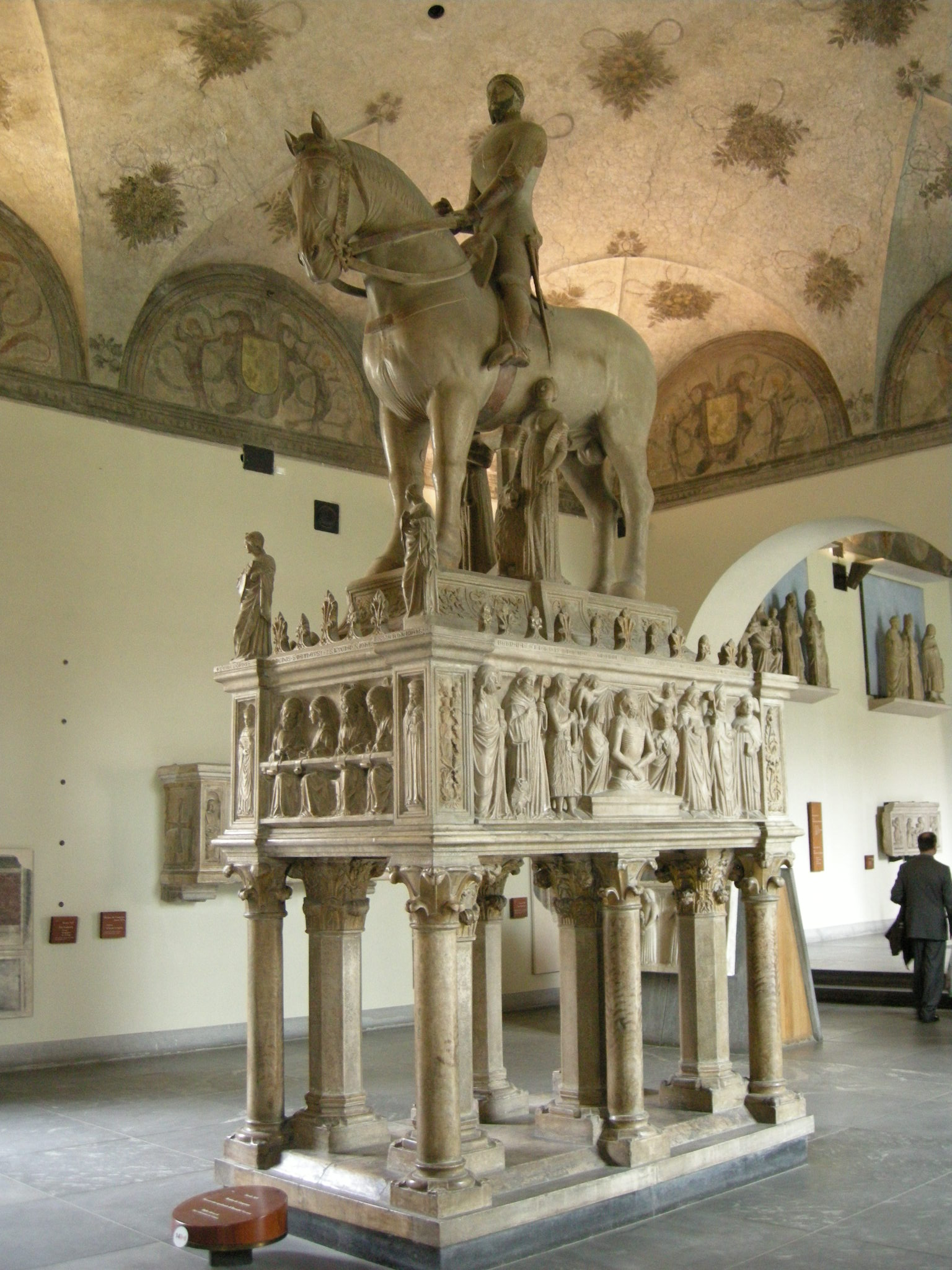
Monumento equestre a Bernabò Visconti di Bonino da Campione.

Capolavoro e massima espressione della scultura dei Maestri Campionesi è invece il Monumento equestre a Bernabò Visconti di Bonino da Campione, collocato in origine presso la chiesa di San Giovanni in Conca. Il monumento, realizzato da un unico blocco di marmo di Carrara, è costituito da un sarcofago retto da dodici colonne di varie fogge e dimensioni: come nella precedente opera, tutti e quattro i lati del monumento sono visibili e decorati con rilievi, rispettivamente con l'Incoronazione della Vergine, gli Evangelisti, la Crocifissione con santi e la Pietà con santi. Il sarcofago è sormontato dall'imponente statua equestre di Bernabò, un tempo dipinta, fiancheggiata da allegorie della Fortezza e della Sapienza.
Bonino e la sua bottega, pur avendo recepito gli influssi dell'opera milanese di Giovanni di Balduccio, mostrano nell'opera una prosecuzione della tradizione naturalistica lombarda, dando forte risalto ai dettagli e alle decorazioni minori, mentre il personaggio principale vengono ritratti in maniera volutamente solenne e ieratica, lontano dall'intensità e dalla finezza della tradizione toscana balduccesca.
A introdurre invece il monumento funerario a baldacchino retto su colonne in area lombarda fu il Monumento funebre di Azzone Visconti di Giovanni di Balduccio, conservato nella chiesa di San Gottardo in Corte: la decorazione del sarcofago è molto ricca ed è composta da figure di Santi, mentre in cima sono presenti degli Angeli che reggono una cortina funebre. Il modello fu riproposto pochi anni dopo da Maestri Campionesi nella realizzazione del Monumento funebre a Franchino Rusca.
Nella basilica di sant'Eustorgio si trova il Monumento funebre di Stefano e Valentina Visconti, imponente composizione dove il sarcofago è inserito in un'edicola con cuspide retta da colonne tortili, attribuito a Bonino da Campione per la cura dei dettagli e nei motivi decorativi. Sempre nella basilica si trova l'Arca dei Re Magi, trittico marmoreo a scomparti e l'Ancona della Passione con Scene della vita di Cristo con in sommità cuspidi a forma ogivale convessa.

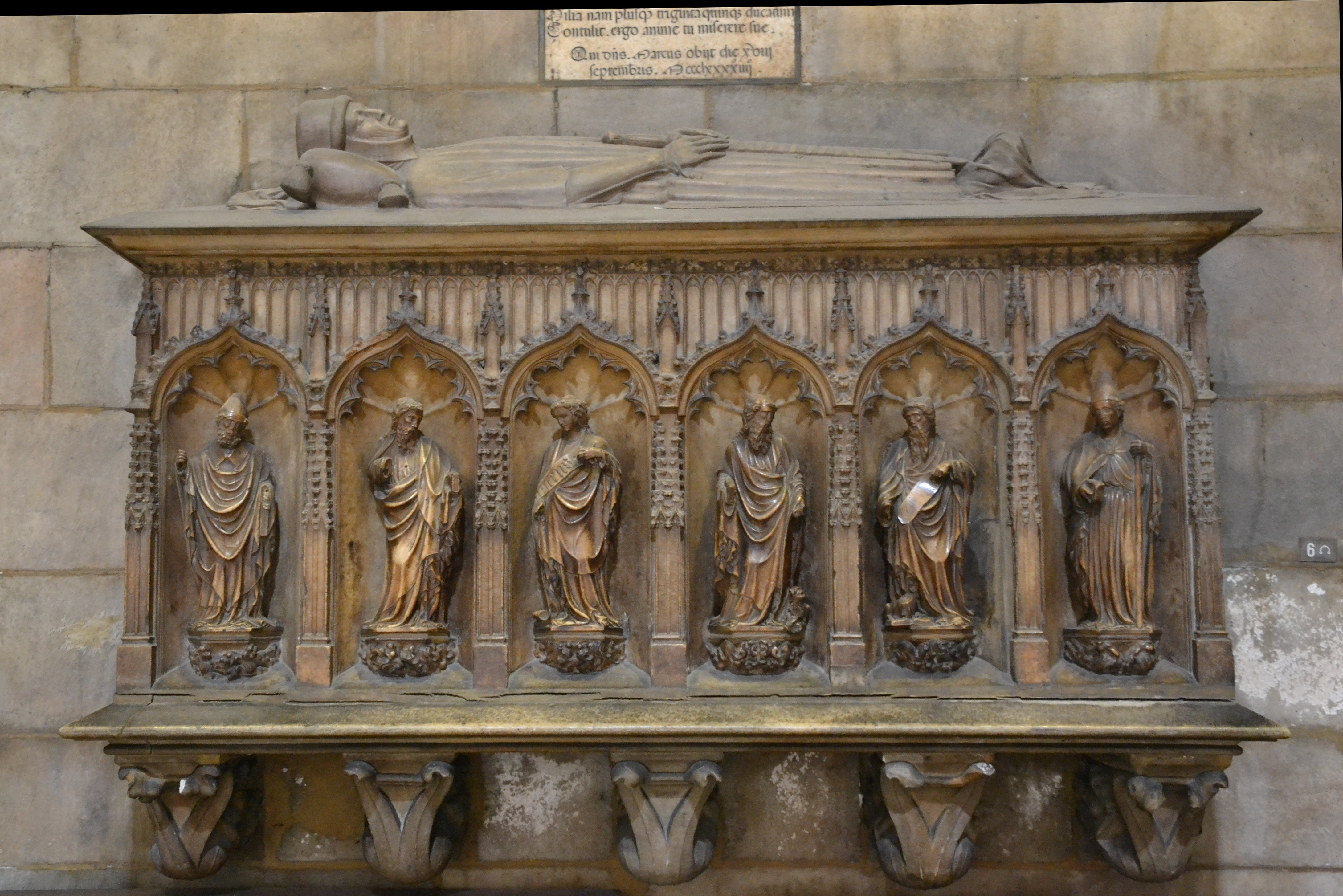
Monumento funebre a Marco Carelli.

Altri interessanti monumenti scultorei trecenteschi sono l'Arca di Martino Aliprandi, l'Arca di Salvarino Aliprandi e l'Arca di Rebaldo Aliprandi, conservate nella chiesa di San Marco, opere scultorie dall'elevata attenzione ai dettagli del naturalismo lombardo attribuita a non meglio specificati Maestri Campionesi. Sempre nella stessa chiesa si trova il Monumento funebre di Lanfranco Settala, monumento tardo trecentesco esempio dell'influsso di Giovanni di Balduccio in area milanese.
Per quanto riguarda la scultura tardogotica quattrocentesca si possono citare il Monumento funebre a Pietro Torelli di Martino Benzoni e Luchino Cernuschi situato nell'omonima cappella in sant'Eustorgio. Il sarcofago poggia su sei eleganti colonne tortili, cui fanno da basamento tre leoni stilofori: la cassa scandita da cinque nicchie riprende la tipologia del Monumento funebre a Marco Carelli dello stesso Jacopino presso il duomo di Milano, in entrambi i casi con nicchie terminanti a cuspide. Sopra il sarcofago si trova il defunto giacente e un baldacchino coronato da una cortina funebre retta da Angeli, struttura ripresa dal Monumento funebre di Azzone Visconti in San Gottardo, coronata da un'edicola con all'interno il Dio Padre benedicente. La composizione, grazie alla morbidezza delle vesti e della cortina si distacca dalla ieratica e solenne produzione statuaria del primo periodo gotico lombardo.